# Ferrières-sur-Sichon
Ferrières-sur-Sichon è un comune francese di 568 abitanti situato nel dipartimento dell'Allier della regione dell'Alvernia-Rodano-Alpi.

## Monumenti e luoghi d'interesse
- Castello di Montgilbert

## Società

### Evoluzione demografica
Abitanti censiti